# Empodium gloriosum
Empodium gloriosum là một loài thực vật có hoa trong họ Hypoxidaceae. Loài này được (Nel) B.L.Burtt mô tả khoa học đầu tiên năm 1973.